# Woodworthia chrysosiretica
Woodworthia chrysosiretica là một loài thạch sùng trong họ Diplodactylidae. Đây là loài đặc hữu New Zealand, và được tìm thấy ở vùng Taranaki và đảo Mana.Nguyên mẫu nằm trong bộ sưu tập của Bảo tàng New Zealand Te Papa Tongarewa.